# Rio Novo (Reserva)
Rio Novo é um distrito do município brasileiro de Reserva, no Paraná.
O distrito foi criado em 11 de dezembro de 1962 e de acordo com o Instituto Brasileiro de Geografia e Estatística (IBGE) sua população no ano de 2010 era de 2 836 habitantes.